# Bitonto
Bitonto je italská město a obec v oblasti Apulie. Vzhledem k poloze města se tu daří olivám, městu se říká ostrov oliv u moře.

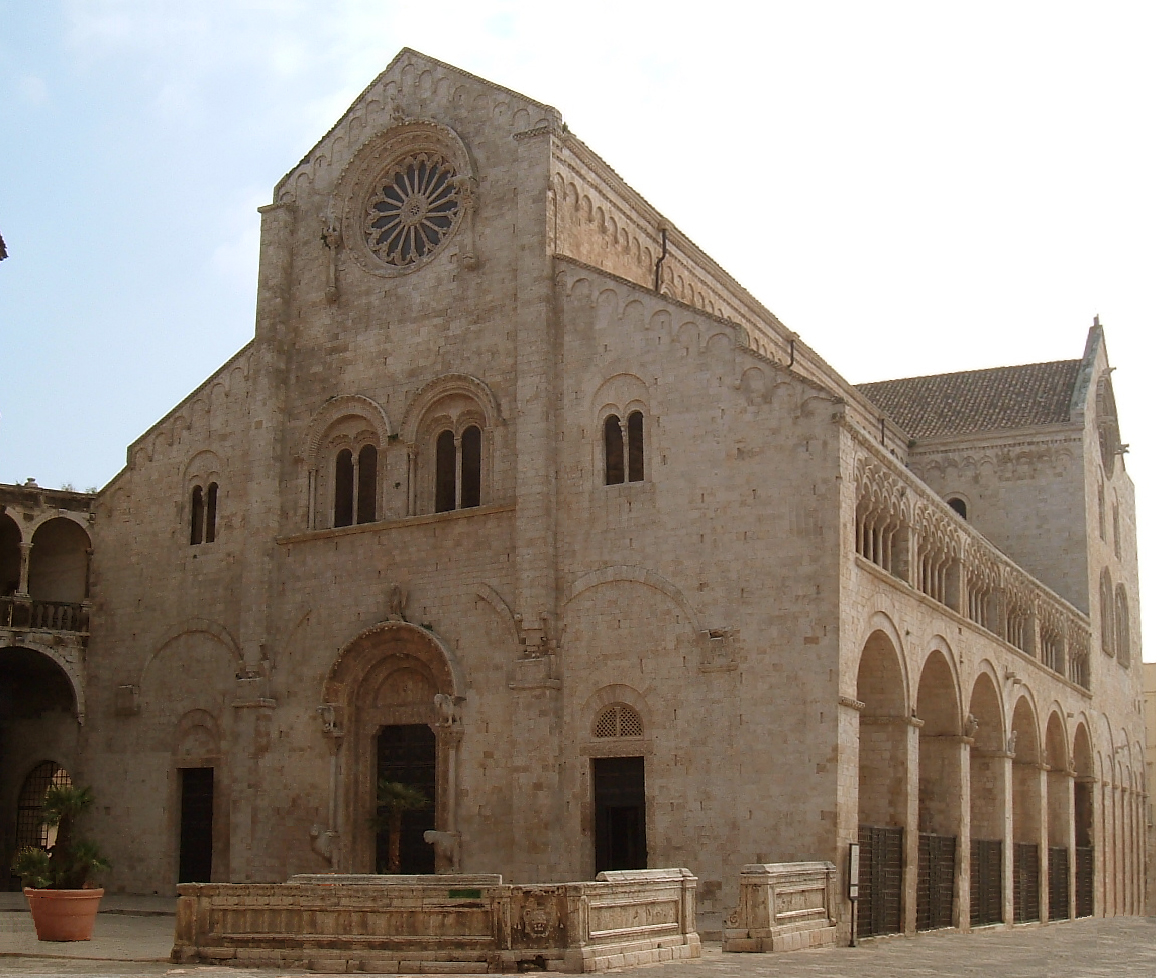
Bitonto

## Vývoj počtu obyvatel
Počet obyvatel

## Hlavní památky
V městečku se nachází středověká, ale také moderní část.
Nejvýraznější památky:
- Hrad a jeho hradby.
- Katedrála sv. Valentina, vybudovaná na přelomu 12. a 13. století a ovlivněná Bazilikou sv. Nicolase v Bari.
- Kostel sv. Francesca (z 12. století).
- Kostel sv. Gaetana.
- Kostel sv. Dominika.
- Kostel sv. Kateřiny.
- Sylos-Labiniho palác.
- Palác Sylose Vulpana z pozdní renesance.

## Známí rodáci
- Tommaso Traetta, skladatel a reformátor Barokní Opery.
- Gennaro Rubino, neúspěšný atentátník krále Leopolda II. z Belgie.
- Luigi Castellucci, architekt

## Hospodářství
Bitonto vyváží olivový olej, víno, pivo, obilí, mandle a ručně šité oděvy.

## Doprava
Bitonto není přímo napojeno na národní italský železniční systém. Přesto je obsluhováno elektrifikovanou tratí vedenou společností Ferrotramviaria. Obec je vzdálená 8 km od mezinárodního letiště Karola Wojtyly v Bari.